# Ruschia nelii
Ruschia nelii är en isörtsväxtart som beskrevs av Schwant. Ruschia nelii ingår i släktet Ruschia och familjen isörtsväxter. Inga underarter finns listade i Catalogue of Life.